# Dolichiscus floridanus
Dolichiscus floridanus là một loài chân đều trong họ Austrarcturellidae. Loài này được Richardson miêu tả khoa học năm 1900.